# OK Radnički Kragujevac
Ne pas confondre avec le FK Radnički 1923 (section de football) ou le ŽRK Radnički Kragujevac (section de handball).
Maillots
Le OK Radnički Kragujevac est un club serbe de volley-ball basé à Kragujevac.

## Palmarès
- Championnat de Serbie (3)
  - Vainqueur : 2009, 2010, 2025

- Coupe de Serbie (1)
  - Vainqueur : 2008 et 2025
  - Finaliste : 2009, 2010, 2013, 2019 et 2021

## Joueur et personnalités du club

### Entraîneurs[2]
- 2013-2014 :  Predrag Srećković
- Juil. 2014-déc. 2014 :  Mirko Ristović
- Déc. 2014-2017 :  Predrag Srećković
- 2017-2018 :  Bojan Marinković
- 2018-2019 :  Dejan Matić
- 2019-janv. 2020 :  Ivan Blagojević
- Janv. 2020-nov. 2021 :  Dragan Kobiljski
- Nov. 2021-2022 :  Željko Bulatović
- 2022- :  Aleksa Brđović

### Joueurs emblématiques
- Dejan Brđović
- Slobodan Kovač
- Dušan Petković
- Konstantin Čupković